# Martin Conway (historicus)
Martin Conway (Aberystwyth, 1960) is een Brits historicus en professor Europese Geschiedenis te Oxford en is daarnaast de België-kenner in zijn land.

## Publicaties
- Collaboration in Belgium: Léon Degrelle and the Rexist Movement, 1940-1944 (1989), doctoraatsverhandeling en als boek verschenen
- Political Catholicism in Europe, 1918-1965 (1996), boek samen met Tom Buchanan
- Europe in Exile, European Exile Communities in Britain 1940-45 (2001), boek
- Europeanization in the Twentieth Century (2010), boek
- The sorrows of Belgium (2012), boek